# Галсульфаза
Галсульфаза, або Арилсульфатаза B (англ. Galsulfase) — варіантна форма поліморфного людського ферменту N-ацетилгалактозамін 4-сульфатази рекомбінантного походження, що виробляється в клітинах китайського хом'яка. Ферментний препарат галсульфаза продається під торговою назвою Наглазим (Naglazyme). 24 січня 2006 року Європейська комісія надала дозвіл BioMarin Europe Limited на продаж наглазиму на території Європейського Союзу. Наглазим належить до групи білкових терапевтичних препаратів, що замінюють аномальний білок або вирішують проблему дефіциту метаболічних ферментів (ензимна замісна терапія). Галсульфаза застосовується для лікування пацієнтів, хворих на мукополісахаридоз VI типу (МПС VI або синдром Марото-Ламі) [Архівовано 13 жовтня 2019 у Wayback Machine.]. Це захворювання викликане нестачею ферменту N-ацетилгалактозамін 4-сульфатази найчастіше діагностується у дітей віком від одного до п'яти років, хоча хвороба характерна і для дорослих.

## Біохімічна природа
Галсульфаза — це глікопротеїн з молекулярною масою приблизно 56 кД (56012,6 Да). Рекомбінантний білок складається з 495 амінокислот і містить шість сайтів глікозилювання, пов'язаних з аспарагіном, чотири з яких несуть олігосахарид біс-маннози-6-фосфату манози7 для специфічного розпізнавання клітин. Посттрансляційна модифікація Cys53 продукує каталітичний амінокислотний залишок Са-формілгліцину, який необхідний для активності ферментів і зберігається у всіх членів сімейства ферментів сульфатази.

## Фармакодинаміка
Дефіцит певних лізосомальних ферментів, необхідних для катаболізму глікозаміногліканів (ГАГ), викликає порушення накопичення мукополісахаридів. Мукополісахаридоз VI типу (МПС VI, або синдром МАрото-Ламі) — це гетерогенне і мультисистемне захворювання, що характеризується дефіцитом N-ацетилгалактозамін-4-сульфатази, лізосомальної гідролази, що каталізує гідроліз сульфатного фрагмента глікозаміноглікану, дерматансульфату. Знижена кількість або відсутність N-ацетилгалактозамін-4-сульфатази призводить до накопичення дерматансульфату (лізосомна хвороба накопичення) в клітинах різних типів і тканинах. Це призводить до поширення клітинної, тканинної та органної дисфункції, а саме: зниження росту, деформації скелета, непрохідність верхніх дихальних шляхів, помутніння рогівки, серцеві захворювання. Доведено, що екзогенна заміна цього ферменту покращує рухливість та фізичні функції. Обґрунтування замісної ферментної терапії полягає у відновленні рівня ферментативної активності, достатньої для гідролізу накопиченого субстрату, і запобіганні подальшому накопиченню.

## Механізм дії
Галсульфаза постачає в організм рекомбінантно-інженерну гальсульфазу, нормальну варіантну форму поліморфного ферменту людини N-ацетилгалактозамін 4-сульфатази. Це лізосомальна гідролаза, яка каталізує розщеплення сульфатного ефіру від кінцевих N-ацетилгалактозаміна 4-сульфатних залишків 4-сульфату хондроїтину 4-сульфату ГАГ та дерматану сульфату. Посилений катаболізм GAG зменшує системне накопичення дерматансульфату, зменшуючи тим самим первинні симптоми МПС VI. Галсульфаза — білок, що підлягає метаболічній деградації шляхом гідролізу пептидів. Отже, клінічно значущого впливу порушення функції печінки на фармакокінетику галсульфази не викликає. Виведення галсульфази шляхом ниркової екскреції є незначним.

## Спосіб отримання
Галсульфаза виготовляється у лабораторних умовах методом технології рекомбінантних ДНК. Потрібна ділянка ДНК (векторна ДНК) вноситься у клітини хазяїна, де може реплікуватися і виробляти потрібний фермент, який потім і використовують з лікувальною метою.

## Клінічні дослідження
Наглазим вивчався в ході одного головного дослідження, в якому взяли участь 39 пацієнтів із МПС VI у віці від п'яти до 29 років. Дію препарату порівнювали з плацебо. Основним показником ефективності галсульфази було покращення ходьби у хворих. Науковці фіксували, яку відстань пацієнти могли пройти після 24 тижнів лікування. В результаті наглазим виявився більш ефективним, ніж плацебо. Через 24 тижні середня відстань, пройдена протягом 12 хвилин, збільшилася на 109 метрів у пацієнтів, які отримували наглазим, і на 18 метрів у пацієнтів, які отримували плацебо. У зв'язку з невеликою кількістю учасників клінічних досліджень, дані усіх досліджень наглазиму щодо побічних реакцій були об'єднані і розглянуті в одному аналізі даних клінічних досліджень з безпеки.

## Клінічні характеристики
Показання:
- галсульфазу застосовують для довгострокової ферментної замісної терапії пацієнтів з підтвердженим діагнозом мукополісахаридозу VI типу;

Протипоказання:
- тяжка або загрозлива для життя підвищена чутливість до активної речовини препарату або до будь-якої допоміжної речовини, що не піддається корекції;[5]
- при вагітності застосування галсульфази обмежується, тому що вагітність може посилити симптоми мукополісахаридозу VI, що призведе до несприятливих наслідків для матері та плода;[2]

Взаємодія з іншими лікарськими засобами та інші види взаємодій:
- дослідження взаємодії з лікарськими засобами не проводились;

Передозування:
- без видимих побічних ефектів.[5]

Терапія немовлят, хворих на мукополісахаридоз VI, підтвердила безпечність галсульфази навіть при двох рівнях дози, вона добре переносилася немовлятами. Зберігався нормальний ріст, але скелетні відхилення продовжували прогресувати. Рівень ГАГ в сечі знижувався в процесі лікування. Рання ініціація гальсульфази може запобігти або сповільнити прогресування деяких проявів захворювання.

## Побічні ефекти
У всіх пацієнтів, які отримували галсульфазу, була відзначена принаймні одна побічна реакція. У більшості пацієнтів була відзначена принаймні одна небажана побічна реакція. Відсотки, про які повідомляється, є плацебо-контрольованим дослідженням (39 пацієнтів), а 19 — гальсульфазою; також включаються побічні ефекти, відмічені під час інших клінічних досліджень. Побічні ефекти галсульфази:
- на серцево-судинну систему: біль у грудях (16 %), гіпертонія (11 %);
- на ЦНС: біль (32 %), озноб (21 %), відсутні рефлекси (11 %), нездужання (11 %), головний біль;
- дерматологічні: шкірні висипання (21 %), свербіж, кропив'янка;
- на ШКТ: біль у животі (47 %), гастроентерит (11 %), нудота, блювання;
- офтальмологічний: кон'юнктивіт (21 %), помутніння рогівки (11 %);
- підвищена чутливість: ангіоневротичний набряк;
- нейромускульні та скелетні: артралгія (42 %);
- дихальні: задишка (21 %), фарингіт (11 %), закладеність носа (11 %), апное, набряк гортані, дихальний дистрес;
- порушення слуху (11 %);
- інші: розвиток антитіл (98 %), реакція на інфузію (56 %), пупкова грижа (11 %), гарячка (<1 %);
- постмаркетингові та / або звіти про випадки: анафілаксія, брадикардія, бронхоспазм, ціаноз, еритема, гіпотензія, гіпоксія, блідість, парестезія, захворювання нирок, дихальна недостатність, шок, стиснення спинного мозку, тахікардія, тахіпнея, тромбоцитопенія.[1]

## Імуногенність
З 59 пацієнтів, що отримували наглазим у клінічних дослідженнях, 54 були протестовані на наявність антитіл IgG. 53 з 54 пацієнтів (98 %) мали позитивний тест на наявність антитіл IgG до галсульфази.